# Sanne van Dijke
Sanne van Dijke (Heeswijk-Dinther, 21 de julho de 1995) é uma judoca neerlandesa, medalhista olímpica.

## Carreira
Sanne van Dijke esteve nos Jogos Olímpicos de Verão de 2020 em Tóquio, onde participou do confronto de peso médio, conquistando a medalha de bronze após derrotar a alemã Giovanna Scoccimarro.